# Людмила Зикина
Людмила Георгиевна Зикина (на руски: Людмила Георгиевна Зыкина) е сред най-ярките изпълнителки на руски народни песни и песни за Русия.

## Биография
Родена е на 10 юни 1929 година в Москва. По време на Великата Отечествена война работи като санитарка и стругарка.
През 1947 година почти на шега се явява на конкурс в знаменития руски народен ансамбъл „Пятницки“. Одобрена е сред повече от 3000 кандидати. Ансамбълът дава началото на истинското ѝ професионално израстване, а по-късно Зикина получава и музикално образование. След 1960 година Людмила Зикина започва самостоятелна певческа кариера.
В репертоара ѝ са включени над 2000 руски, народни и съветски песни. Сред тях се откроява прочутата „Течёт река Волга“, която се превръща в символ на руската душевност, а Зикина неслучайно е наричана „Мис Волга“. Людмила Зикина записва стотици песни, издава плочи и дискове в милионен тираж, изнася хиляди концерти. Тя е и главен художествен ръководител на ансамбъл „Русия“.
Гласът на Зикина е с огромен диапазон, силен и ярък и същевременно нежен и лиричен. Нейното пеене сякаш буквално избликва от недрата на руската душа. Нейният начин на пеене е посрещан с огромен интерес и овации в целия свят. На магнетичния ѝ глас се възхищават музиканти от класата на Шарл Азнавур и „Бийтълс“.
Удостоена е с най-високи държавни отличия и звание „Народен артист на СССР“. Най-голямото признание за певицата е, че хората още приживе я наричат „Гласът на Русия“. Зикина има 4 брака, няма собствени деца. Удостоена е със званието „академик по хуманитарни науки“ при Краснодарската академия за култура. Людмила Зикина съхранява своя глас и уникален тембър до последните си дни. През юни 2009 година в Московския Кремъл е отбелязана нейната 80-годишнина. На другия ден е юбилейният ѝ концерт „Аз ви обичам“, на който Зикина споделя желанието си за юбилейни концерти из цяла Русия.
На 1 юли 2009 г. Зикина умира след масиран инфаркт. Изпратена е от хиляди почитатели в зала „Чайковски“, опелото е в храм „Христос Спасител“ – катедралата на патриарха на РПЦ. Погребана е с военни почести в Новодевическото гробище в Москва.